# Tafhim-ul-Quran
Tafhim-ul-Quran (ourdou : تفہيم القرآن) est une traduction et un commentaire du Coran en 6 volumes par l'idéologue et activiste islamiste pakistanais Syed Abul Ala Maududi. Maududi a commencé à écrire le livre en 1942 et l'a terminé en 1972,.
Le Tafhim est une combinaison d'interprétation orthodoxe et moderniste et a profondément influencé la pensée islamique moderne. Il diffère des exégèses traditionnelles de plusieurs manières. C'est plus qu'un commentaire traditionnel sur les Écritures car il contient des discussions et des débats sur l'économie, la sociologie, l'histoire et la politique. Dans son texte, Maududi met en évidence la perspective coranique et soutient que l'Islam fournit de nombreuses orientations dans tous les domaines.
Maududi utilise la technique standard de fournir une explication des versets coraniques de la Sunna de Muhammed, y compris les raisons historiques derrière les versets.
Le Tafhim traite largement des problèmes auxquels doivent faire face le monde moderne en général et la communauté musulmane en particulier.

## Appellation
Tafhim est dérivé du mot arabe fahm qui signifie « compréhension ».

## Traductions
Maududi a écrit son travail en ourdou. Depuis, il a été traduit dans des langues telles que l'anglais, l'hindi, le bengali, le malayalam, le marathi et le pachto . La première traduction en anglais a été réalisée par Chaudhry Akbar Khan.
En 2006, la Fondation islamique a publié une traduction anglaise abrégée en un volume de Zafar Ishaq Ansari sous le titre Towards Understanding the Qur'an.